# Thanatophilus trituberculatus
Thanatophilus trituberculatus är en skalbaggsart som först beskrevs av Kirby 1837.  Thanatophilus trituberculatus ingår i släktet Thanatophilus, och familjen asbaggar. Arten har ej påträffats i Sverige.